# Ascidia fistulosa
Ascidia fistulosa is een zakpijpensoort uit de familie van de Ascidiidae. De wetenschappelijke naam van de soort is voor het eerst geldig gepubliceerd in 1967 door Monniot & Monniot.